# José Luis Tejada
José Luis Tejada Peluffo (El Puerto de Santa María, 4 de agosto de 1927 - Cádiz, 11 de mayo de 1988) fue un poeta español de la Generación del 50. 

## Biografía
Con apenas tres años queda huérfano de madre.
A partir de 1933 realiza sus estudios entre El Puerto de Santa María y Cádiz hasta finalizar el bachillerato.
Sus versos comienzan a publicarse en distintas revistas  en el año 1942. Continuando con su actividad literaria en 1950, José Luis Tejada, forma parte del grupo refundador de la revista gaditana de poesía Platero y cofundador de la agrupación cultural «Medusa» (1961) de El Puerto de Santa María. 
A partir de 1955 se incluyen algunos de sus poemas en varias antologías. En 1965 resultó finalista del premio Leopoldo Panero con el libro Razón de ser, publicado por el Instituto de Cultura Hispánica, de Madrid, dos años después.
Entre 1965-70 estudia como alumno libre en la Universidad de Sevilla. Termina su licenciatura con un trabajo de investigación sobre Marinero en tierra, de Rafael Alberti.
Obtiene una plaza como Lector de Español y profesor de Literatura Española Contemporánea en la Universidad de Nantes (Francia) durante el curso 1966-67 y en 1968 comienza su actividad docente con tres cursos de Literatura Española como profesor Colaborador y Ayudante de Clases Prácticas en la Universidad de Sevilla. Al igual que en el caso de Nantes, desarrolla esta actividad antes de obtener su licenciatura por su conocimiento de la literatura y por su prestigio como poeta.
En 1969 ejerce como profesor de Español para Extranjeros de la Universidad de Sevilla y a partir de 1970 imparte clases de Literatura Española en el Colegio Universitario de Cádiz, adscrito a la Universidad de Sevilla.
En el verano de 1972 ejerce como profesor del Curso Superior de Investigaciones Científicas del Patronato «Miguel de Cervantes», del Consejo Superior de Investigaciones Científicas, en Málaga.
En 1973 recibe el Título de Doctor por la Universidad de Sevilla con un estudio monográfico sobre la poesía del primer Alberti. Ese mismo año se funda en Cádiz la Universidad Nacional de Educación a Distancia (UNED) siendo profesor tutor desde su fundación y director adjunto entre los años 1974-1976.

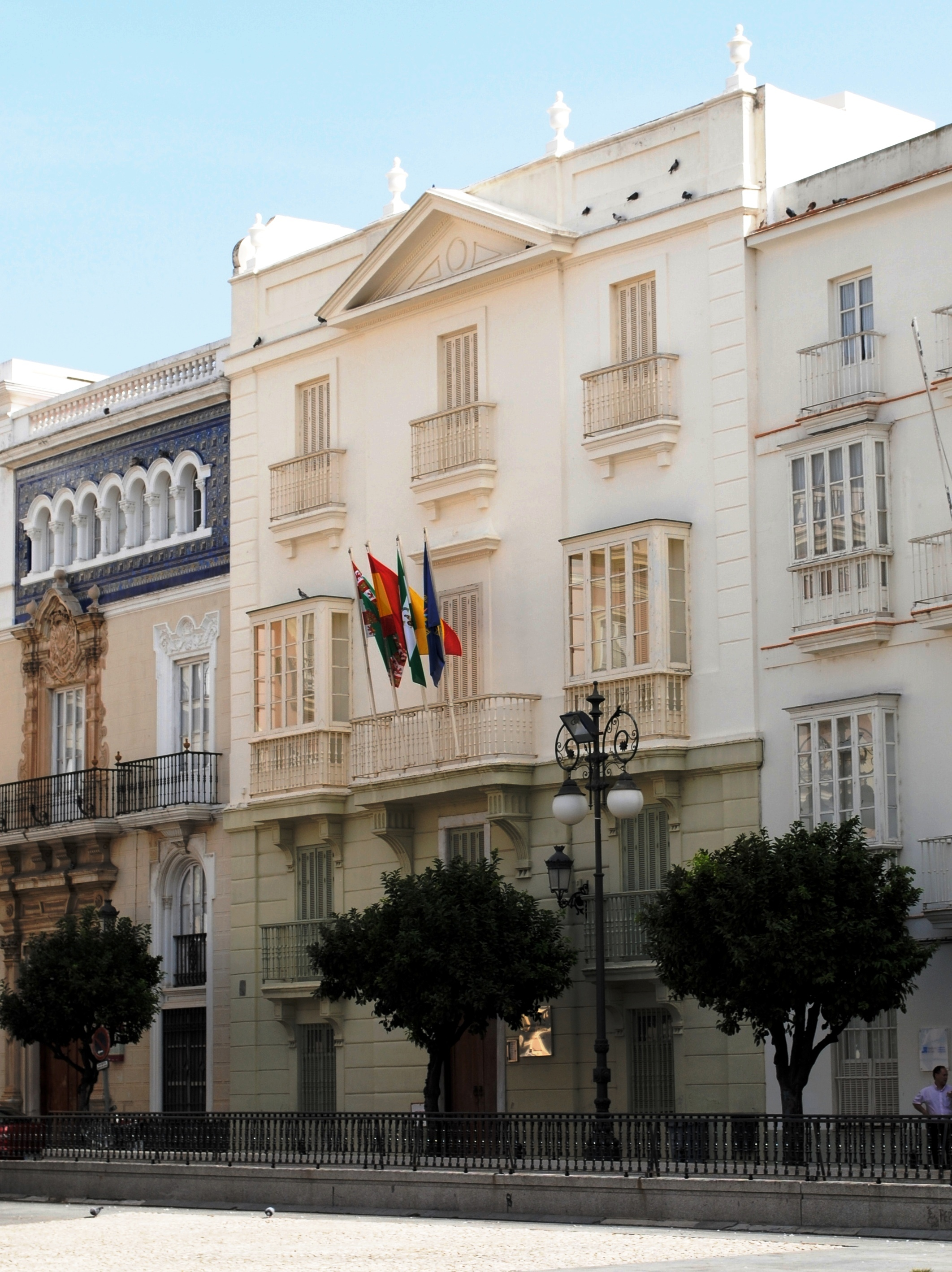
Centro asociado de la UNED de Cádiz.

En 1975 obtiene por concurso.oposición una plaza de Profesor Adjunto de Literatura Española en Madrid, sin embargo renuncia a las vacantes existentes, tomando posesión como profesor Adjunto Numerario de la Universidad de Cádiz en 1980, cuando tiene lugar la fundación de esta.

## Obras
Su primer libro, Para andar conmigo (1962), aparece publicado en la colección Adonais y en 1966 publica la plaquette Hoy por hoy.
En 1967 publica "Razón de ser" en la colección "Leopoldo Panero" de "Ediciones de Cultura Hispánica" Su poesía más personal e intensa.
Al año siguiente, ve la luz El cadáver del alba (1968), poemario central que muestra: «De cuerpo presente y desangrado lo que queda de un hombre. Expuesto a las miradas de los otros por si alguno le encuentra el sentido a la ceniza...».
Con la obra Prosa Española (1977), el escritor hace  una llamada a la reconciliación nacional a través de los versos que compone este libro (aunque el título sugiera otra cosa). En ese mismo año sale a la luz su estudio sobre Rafael Alberti, entre la tradición y la vanguardia, con prólogo de Francisco López Estrada.
Su ciudad natal, El Puerto de Santa María, le dedica la Feria del Libro (1978) y edita Del río de mi olvido, poemas de juventud de carácter popular.
En 1985 publica Poemía, una antología de sus primeras obras y en el mismo año se presenta y gana el I Premio de Poesía «Rafael Alberti», con el libro Aprendiz de amante, una recopilación de lo que ha sido su vivencia personal del amor.
La caja de Ahorros de Jeréz también edita una grabación "Así canta nuestra tierra por sevillanas" en la que se incluyen letras de sevillanas compuestas por José Luis Tejada.
Poco después, en 1987, la Diputación Provincial de Cádiz publica su trabajo sobre Marinero en tierra, de Rafael Alberti (Estudio de su primera edición).
Tras su muerte se han editado el libro de poesía flamenca Cuidemos este son,  por la Editorial Renacimiento (1997) y Lagar fecundo, por la Consejería de Cultura del Ayuntamiento de El Puerto de Santa María (2001) que recoge una antología poética sobre la vid y el vino traducida al inglés.